# Exobasidium dubium
Exobasidium dubium ist eine Pilzart der Familie der Nacktbasidienverwandten (Exobasidiaceae) aus der Ordnung Ustilaginomycotina. Sie ist ein Endoparasit von Rhododendron yedoense var. yedoense f. yedoense und Rhododendron luteum. Symptome des Befalls durch den Pilz sind rötliche oder bleiche Flecken Blätter und das Hervortreten des Myzels auf der Blattunterseite der Wirtspflanzen. Die Verbreitung der Art umfasst ein eurasisches Areal.

## Merkmale

### Makroskopische Merkmale
Exobasidium dubium ist mit bloßem Auge zunächst nicht zu erkennen. Symptome des Befalls sind rundliche, 3–12 mm große, farbige Flecken auf der Blattoberseite und im Spätstadium das Hervortreten von pulverigem Myzel auf den Unterseiten junger Blätter.

### Mikroskopische Merkmale
Das Myzel von Exobasidium dubium wächst wie bei allen Nacktbasidien interzellulär und bildet Saugfäden, die in das Speichergewebe des Wirtes wachsen. Die drei- bis fünfsporigen, 20–30 × 6,5–10 µm großen Basidien sind lang, unseptiert und zylindrisch bis keulenförmig. Sie wachsen direkt aus der Wirtsepidermis oder aus Spaltöffnungen. Die elliptischen bis eiförmigen Sporen sind hyalin, 15–25 × 3,8–5 µm groß. Zunächst sind sie unseptiert, reif besitzen sie ein bis drei, selten sechs Septen. Die Konidien sind hyalin, sehr variabel geformt und 6–14 × 1–2 μm groß.

## Verbreitung
Das bekannte Verbreitungsgebiet von Exobasidum dubium erstreckt sich über weite Teile Eurasiens von Europa bis nach Japan.

## Ökologie
Die Wirtspflanzen von Exobasidium dubium sind Rhododendron yedoense var. yedoense f. yedoense und Rhododendron luteum. Der Pilz ernährt sich von den im Speichergewebe der Pflanzen vorhandenen Nährstoffen, seine Basidien brechen später durch die Blattoberfläche und setzen Sporen frei. Diese keimen, nachdem sie auf geeignetes Substrat gefallen sind, über Keimschläuche, aus denen sich dann neues Myzel mit Konidienentwickelt.